# Tărpiu, Cluj
Tărpiu (în maghiară Szekerestörpény) este un sat în comuna Jichișu de Jos din județul Cluj, Transilvania, România.

## Bibliografie

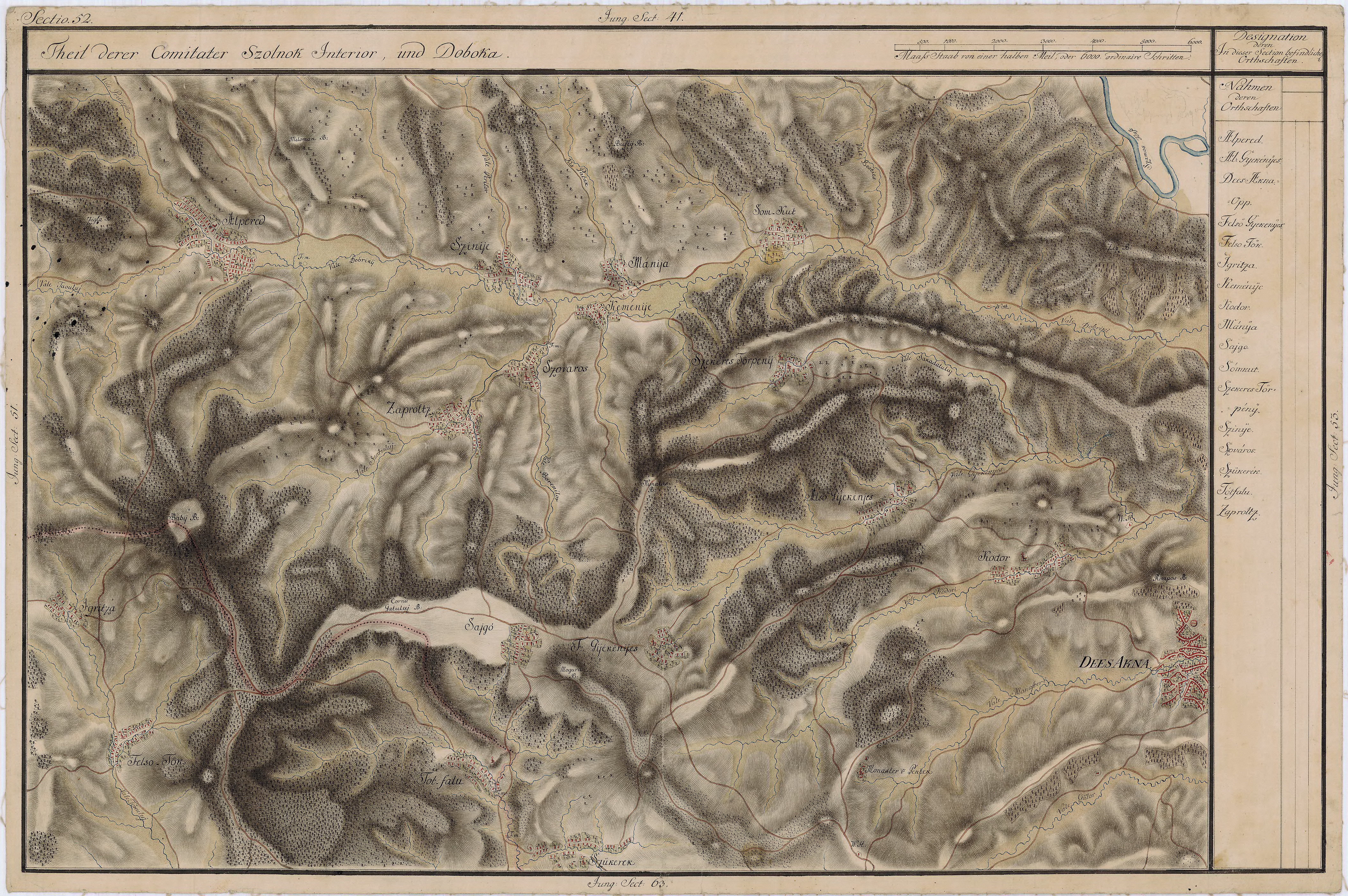
Tărpiu pe Harta Iosefină a Transilvaniei, 1769-1773

## Imagini

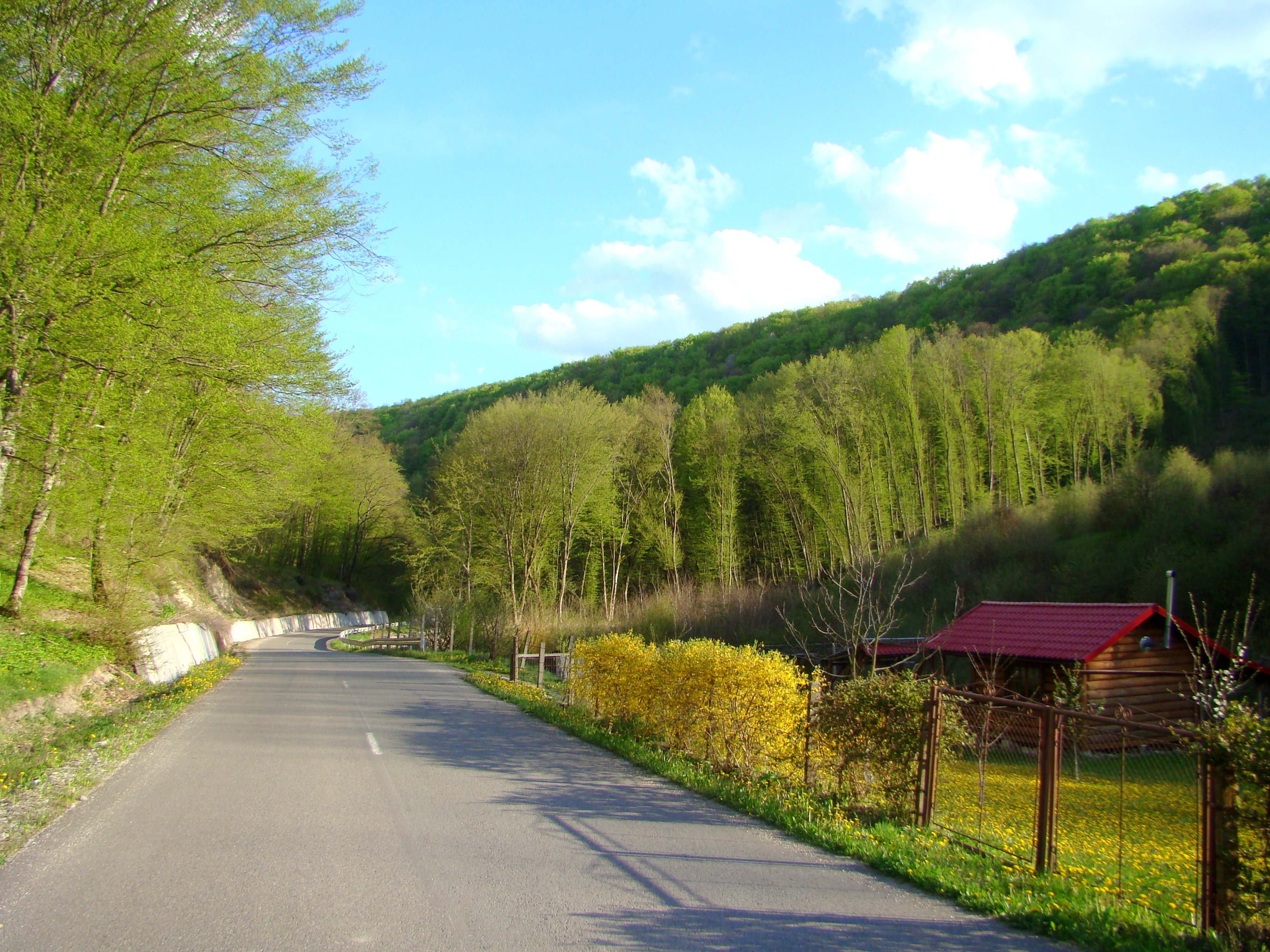
Drumul comunal spre satul Tărpiu
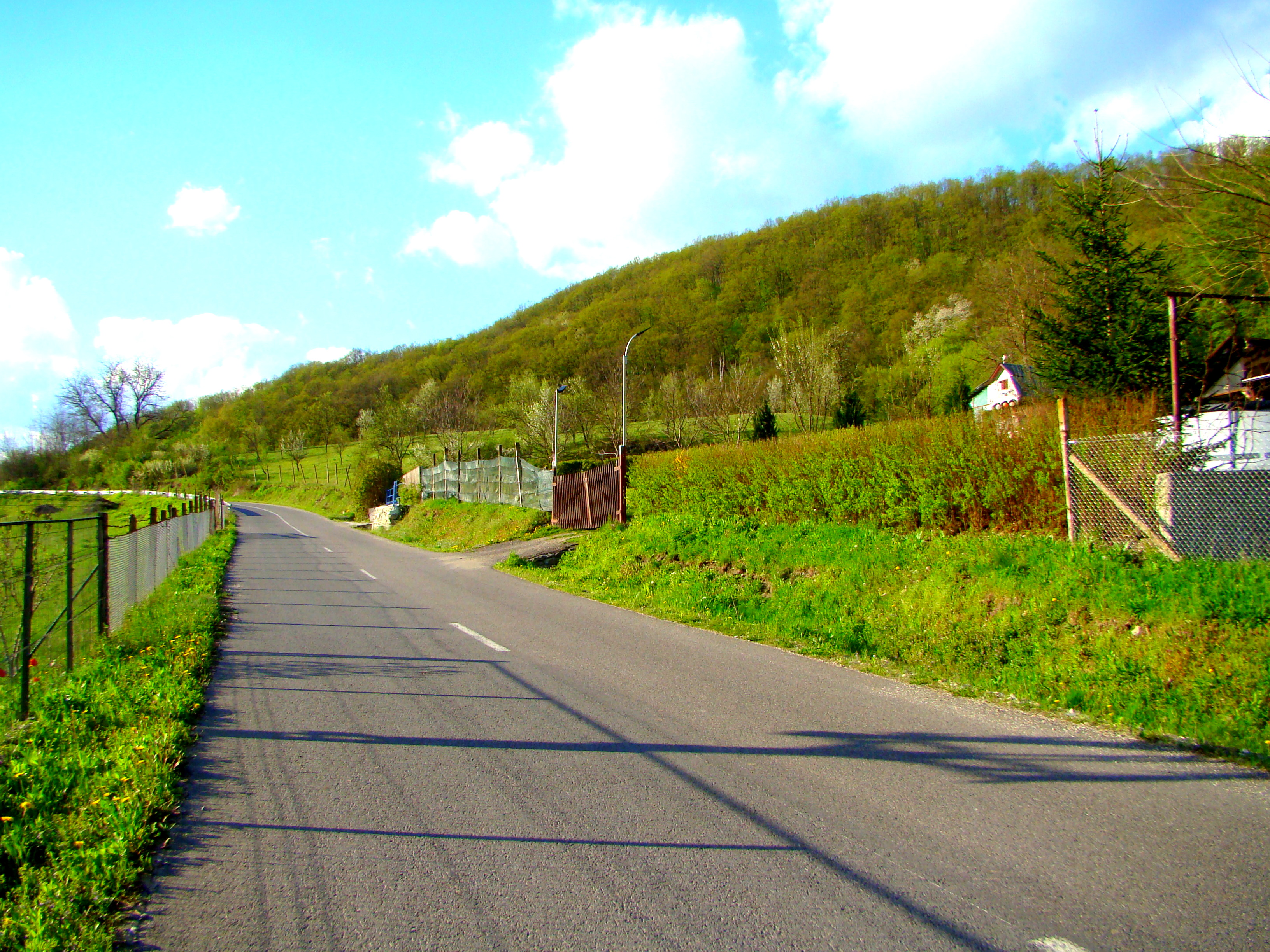
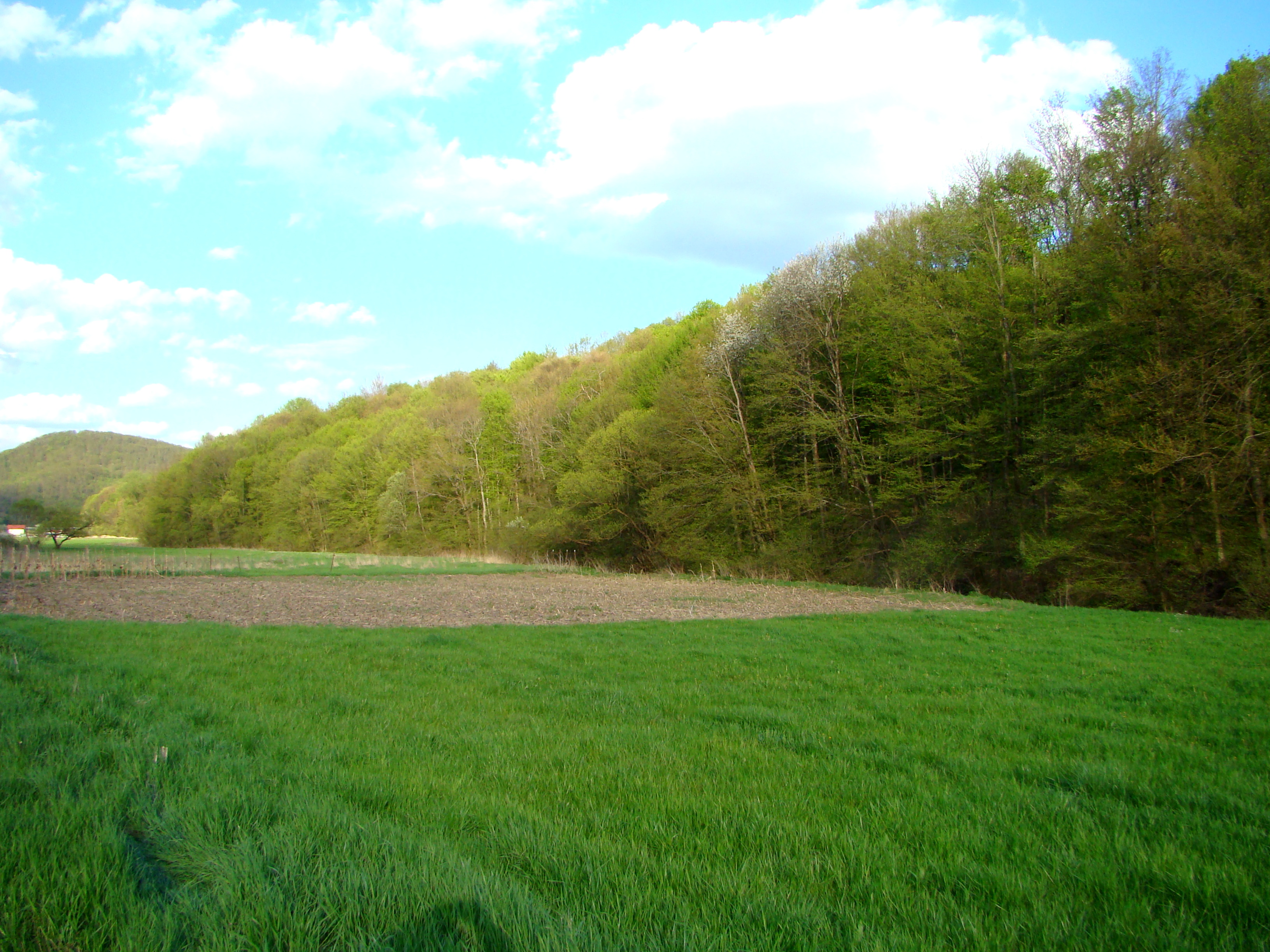
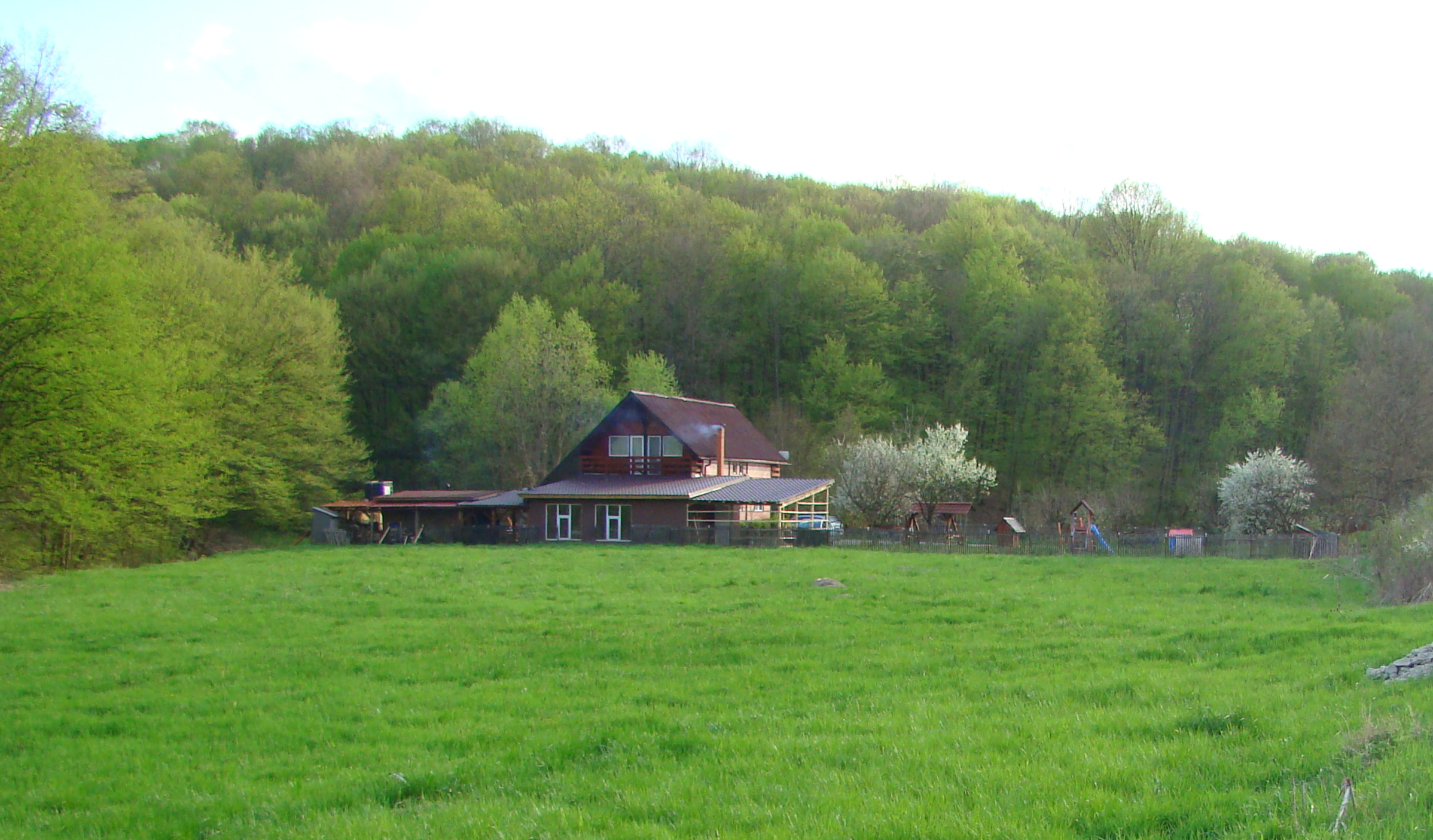
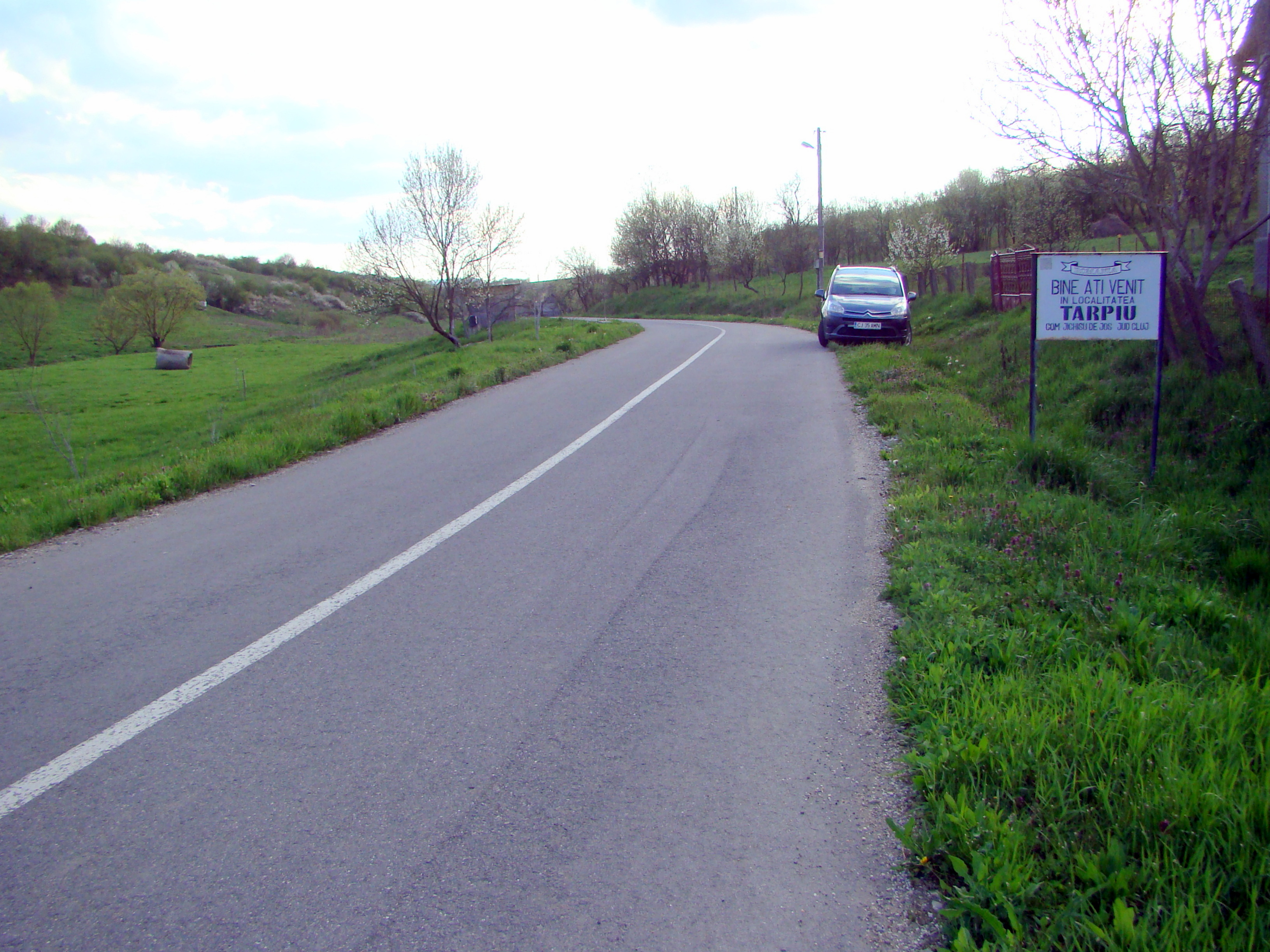
Intrarea în localitate
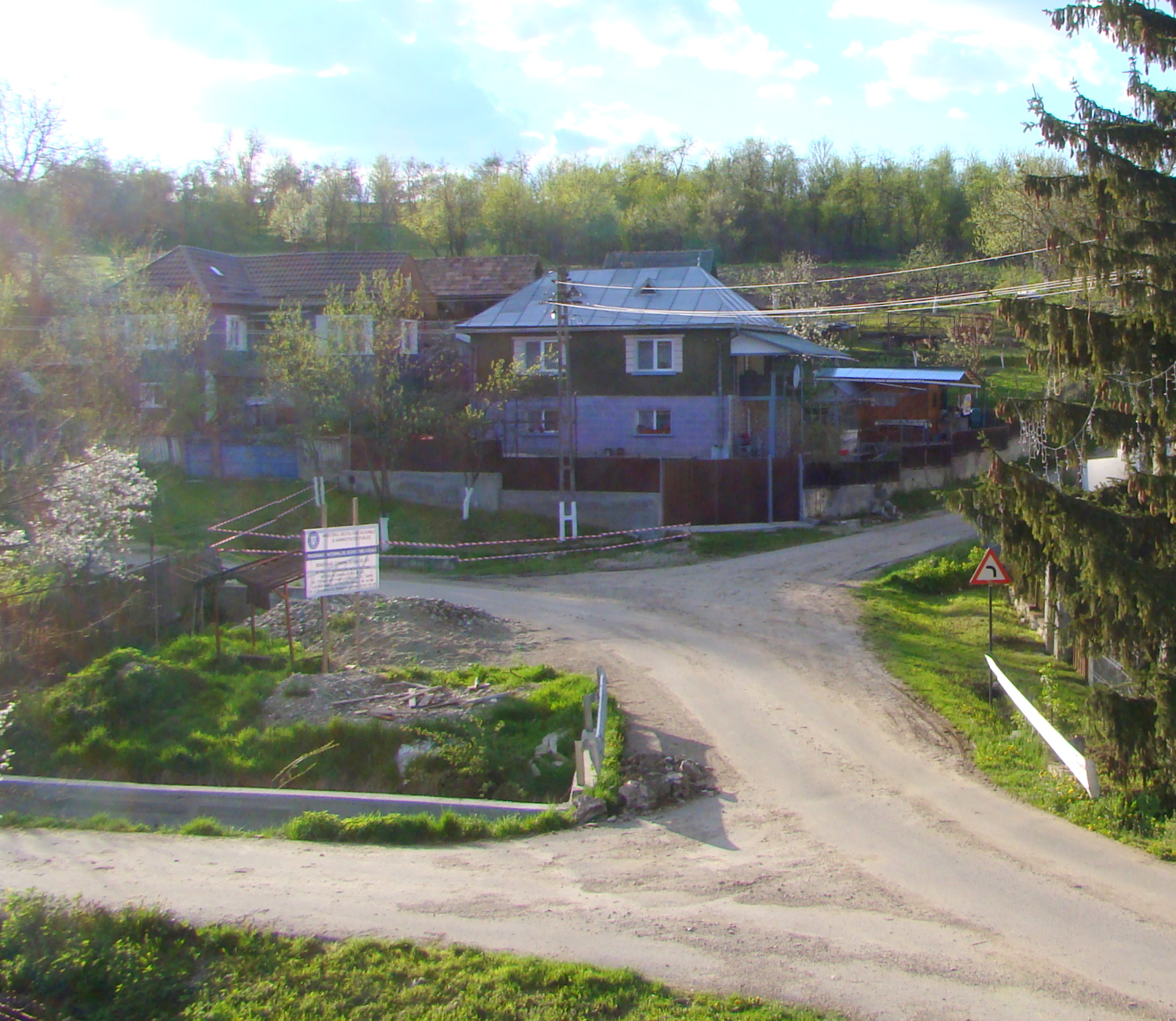
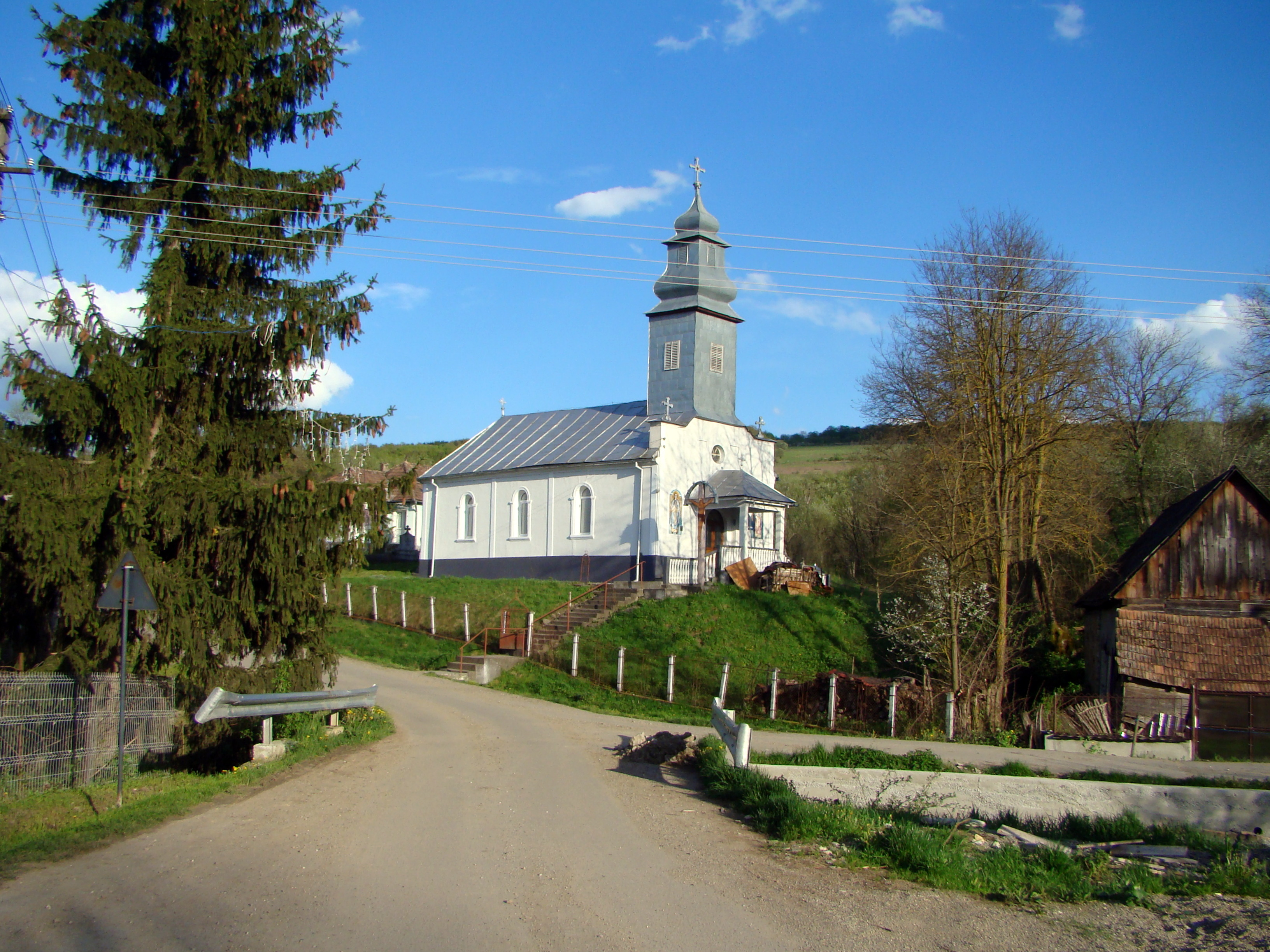
Biserica Sfinții Arhangheli (1871)
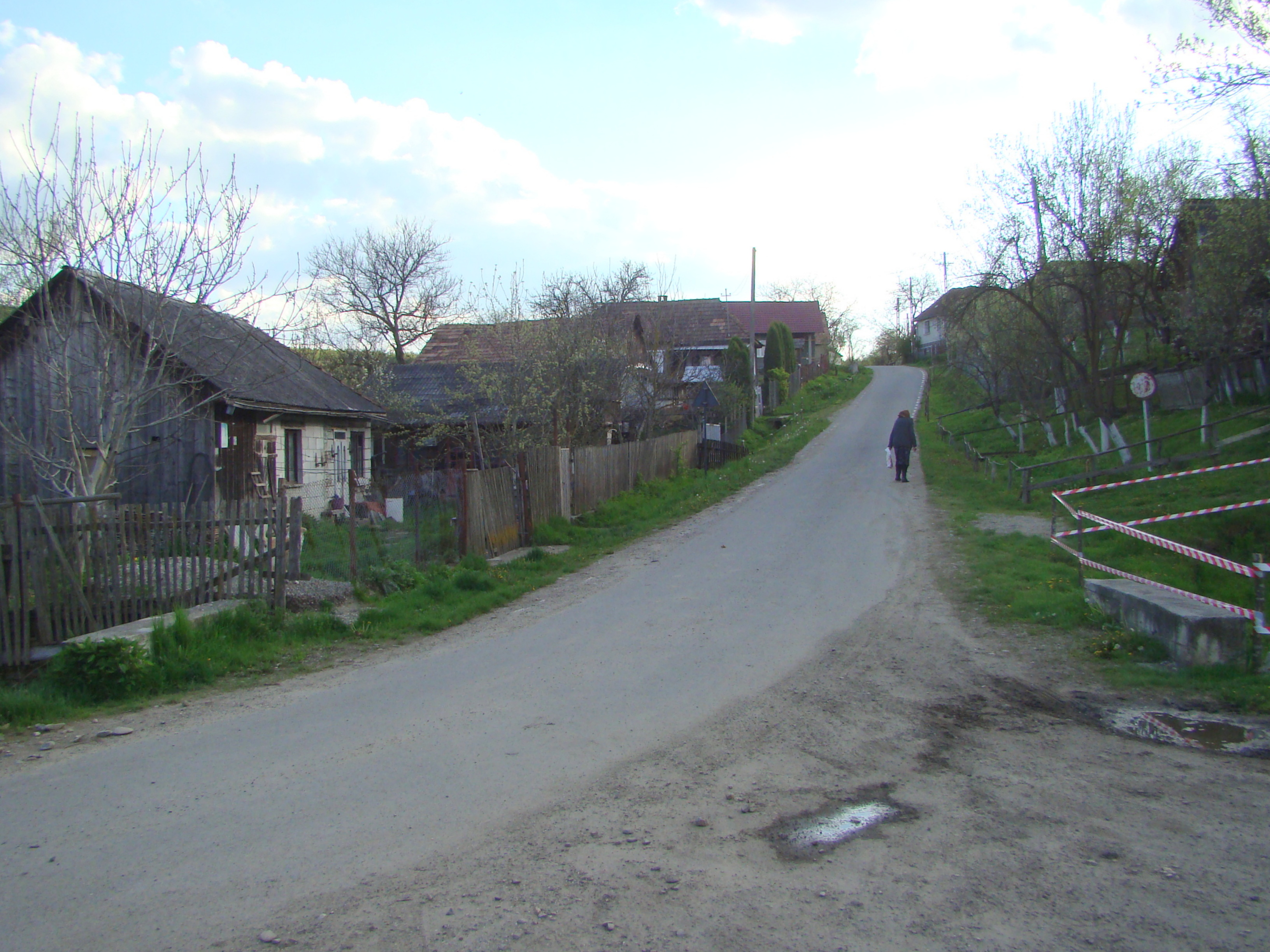
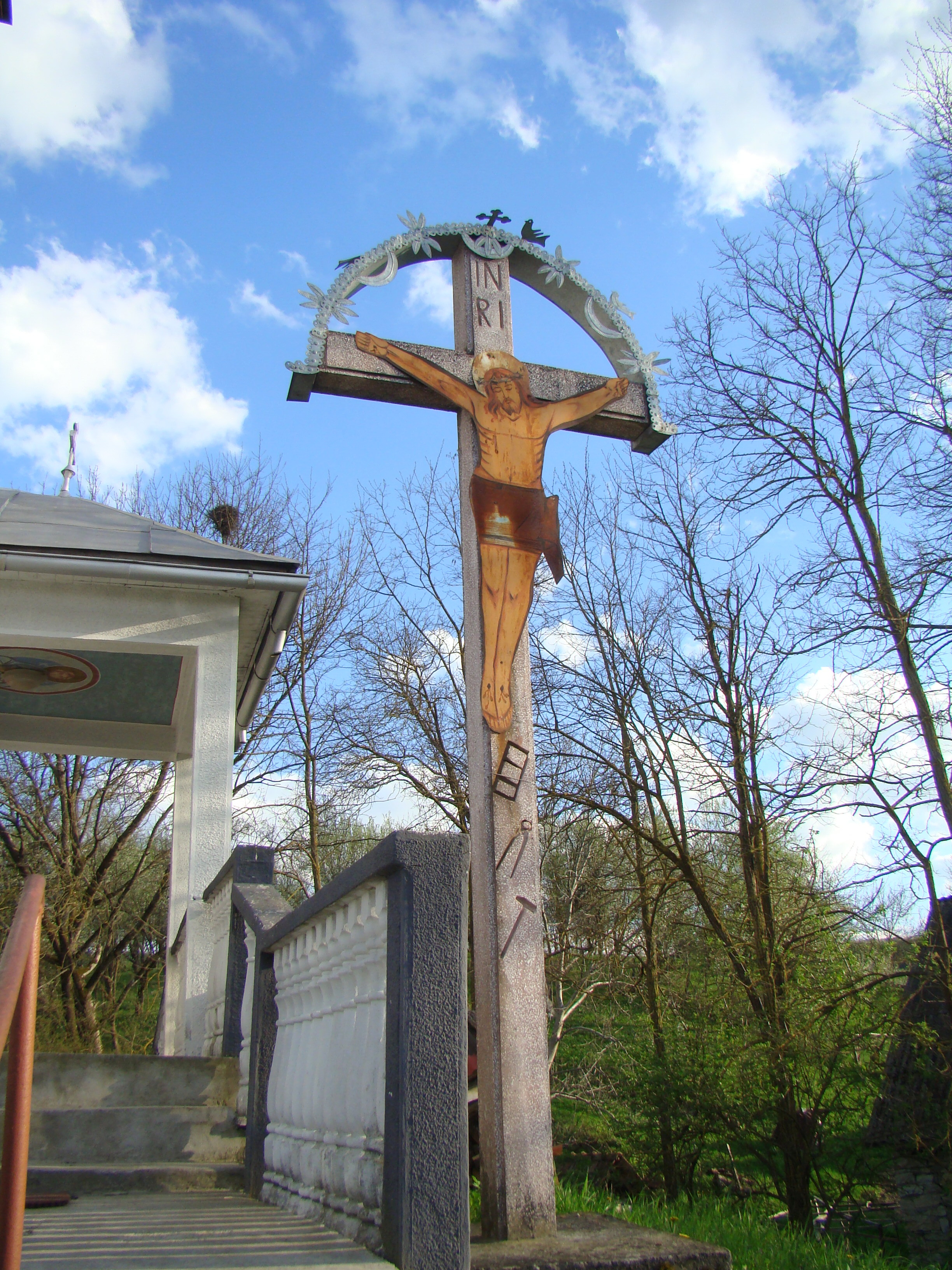
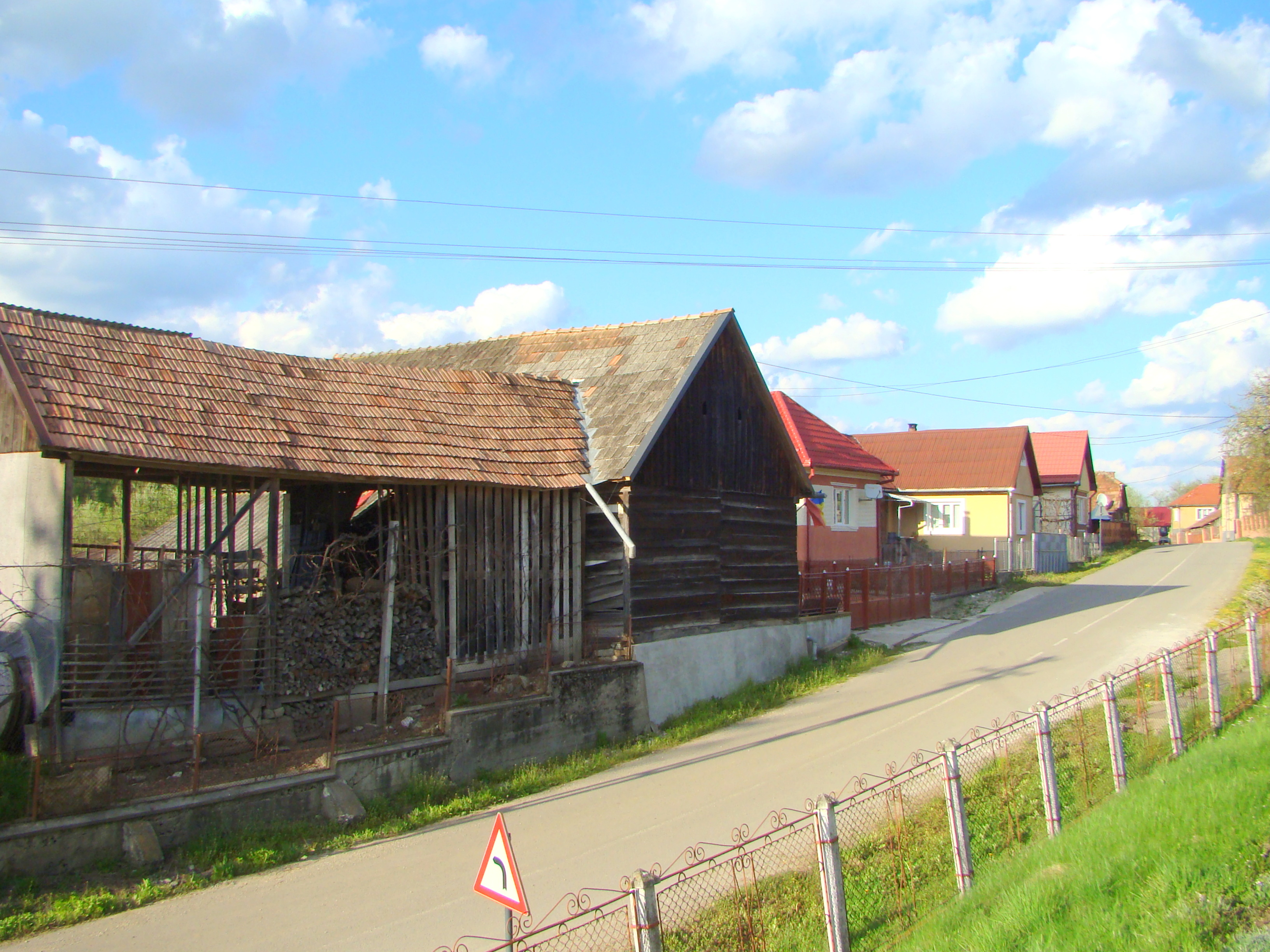
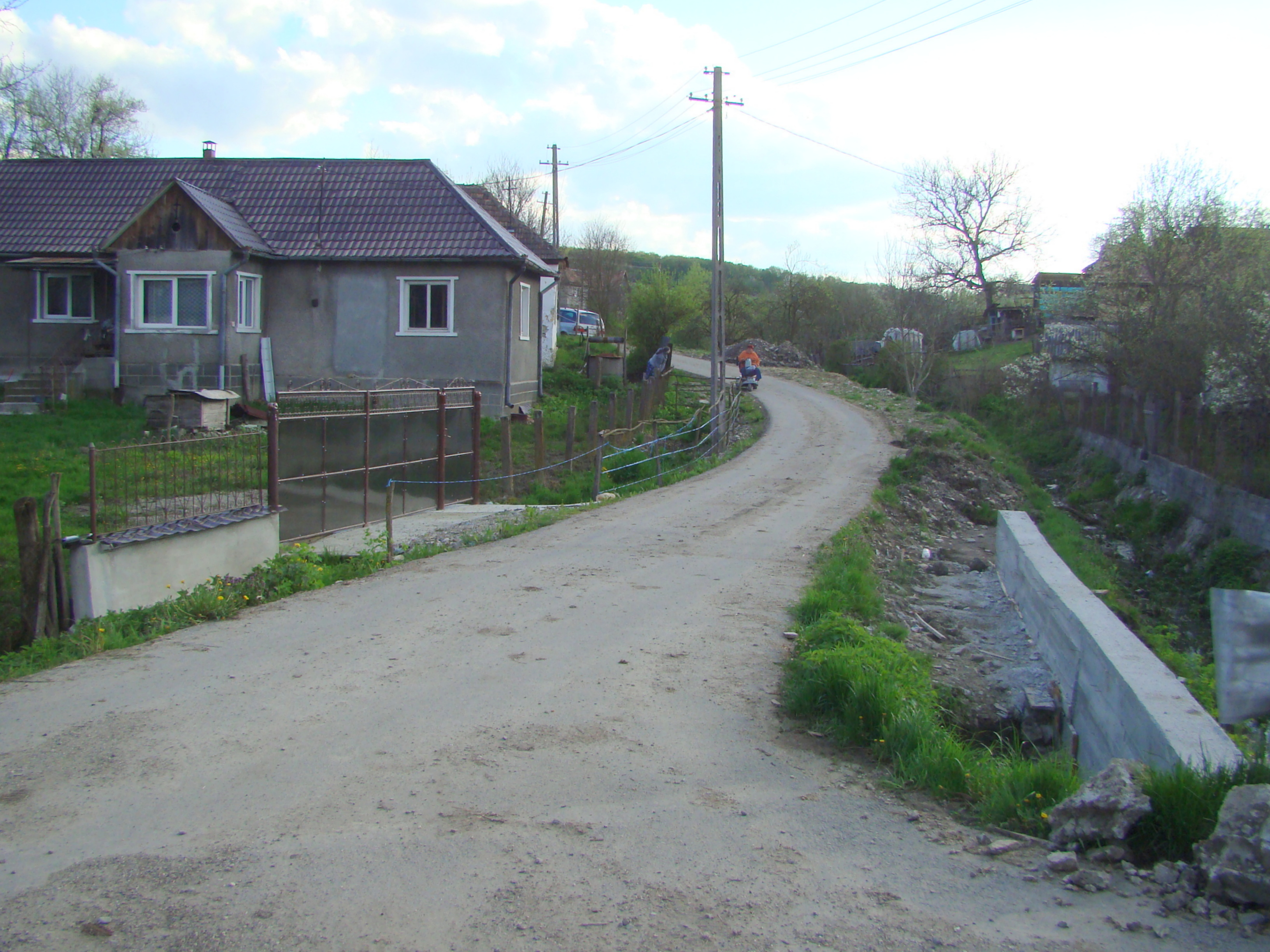
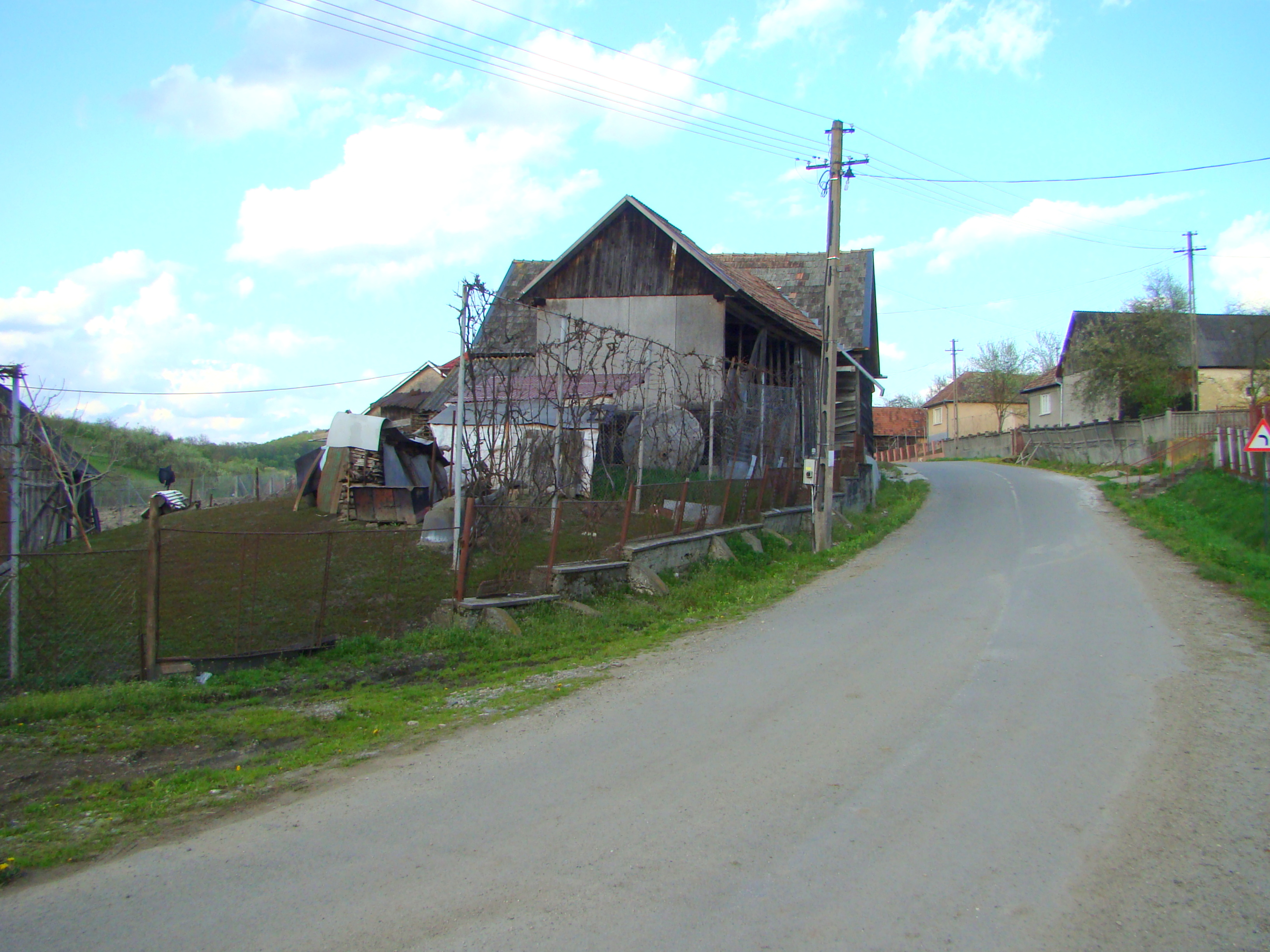